# Comité de Congreso Andhra Pradesh
El  Comité de Congreso Andhra Pradesh (APCC) es la unidad estatal del Congreso Nacional Indio (INC) en el estado de Andhra Pradesh, India.
El APCC tiene su sede en Andhra Ratna bhawan Vijayawada &Indira Bhawan, cercano a Nampally en Hyderabad, la ciudad capital de Andhra Pradesh. El APCC es responsable de las unidades partidistas del Congreso de todos los 13 distritos en Andhra Pradesh.
Después de la bifurcación, el jefe actual es Raghu Veera Reddy, exministro de Ingresos estatal en el Gobierno de Andhra Pradesh. Fue nombrado el 11 de marzo de 2014. Debido a la bifurcación de Andhra Pradesh, el Congreso formó comités separados para las dos regiones.

## Historia de la Elección de la Asamblea
El número total de bancas en la Asamblea de Andhra Pradesh es de 294. Después de la división estatal, las bancas totales descendieron a 175.
| Año  | Elección general | Bancas ganadas | Porcentaje de voto |
| ---- | ---------------- | -------------- | ------------------ |
| 1962 | 3.ª Asamblea     | 177            | 47.25%             |
| 1967 | 4.ª Asamblea     | 165            | 45.42%             |
| 1972 | 5.ª Asamblea     | 219            | 52.29%             |
| 1978 | 6.ª Asamblea     | 175$           | 39.25%             |
| 1983 | 7.ª Asamblea     | 60             | 33.58%             |
| 1985 | 8.ª Asamblea     | 50             | 37.25%             |
| 1989 | 9.ª Asamblea     | 181            | 47.09%             |
| 1994 | 10.ª Asamblea    | 26             | 33.85%             |
| 1999 | 11.ª Asamblea    | 91             | 41.61%             |
| 2004 | 12.ª Asamblea    | 185            | 38.56%             |
| 2009 | 13.ª Asamblea.   | 156            | 36.56%             |
| 2014 | 14.ª Asamblea.   | 0              | 2.56%              |
| 2019 | 15.ª Asamblea.   | 0              | 1.29%              |

$ Indira Gandhi dirigió al INC (I) ganó 175 bancas mientras INC ganó 30 bancas con el 17.01%.

## Historial electoral alLok Sabha
El número total de bancas del Lok Sabha en Andhra Pradesh es de 42,  y después de la división la cantidad de bancas descendió a 25 de las cuales el Congreso no tiene ninguna. Aunque el estado ha sido uno de sus bastiones por un largo tiempo, el Congreso ha realizado rápidamente un suicidio político al menoscabar el 'equilibrio' durante la bifurcación de Telangana y Andhra Pradesh. Hoy, el Congreso es más parecido a un partido homónimo que fracasa en ganar incluso una sola banca de la asamblea Estatal o el Lok Sabha. La mayoría de sus dirigentes previos abandonó el partido, quedando sólo unos pocos quienes desde entonces han enfrentado derrotas amargas. Con un porcentaje de voto en el presente de 2.56% y casi ninguna esperanza real de crecimiento a pesar de un fuerte mandato, no se espera que el Congreso mejore en un futuro próximo. 
| Año  | Elección general | No. de bancas ganadas |
| ---- | ---------------- | --------------------- |
| 1962 | 3.º Lok Sabha    | 34                    |
| 1967 | 4.º Lok Sabha    | 35                    |
| 1971 | 5.º Lok Sabha    | 28                    |
| 1977 | 6.º Lok Sabha    | 41                    |
| 1980 | 7.º Lok Sabha    | 41                    |
| 1984 | 8.º Lok Sabha    | 6                     |
| 1989 | 9.º Lok Sabha    | 39                    |
| 1991 | 10.º Lok Sabha   | 25                    |
| 1996 | 11.º Lok Sabha   | 22                    |
| 1998 | 12.º Lok Sabha   | 22                    |
| 1999 | 13.º Lok Sabha   | 5                     |
| 2004 | 14.º Lok Sabha   | 29                    |
| 2009 | 15.º Lok Sabha   | 33                    |
| 2014 | 16.º Lok Sabha   | 0                     |
| 2019 | 17.º Lok Sabha   | 0                     |